# 9775 Joeferguson
9775 Joeferguson eller 1993 OH12 är en asteroid i huvudbältet som upptäcktes den 19 juli 1993 av den belgiske astronomen Eric W. Elst vid La Silla-observatoriet. Den är uppkallad efter Joe Ferguson.
Asteroiden har en diameter på ungefär 4 kilometer.